# إم 103
أم 102 (التي تم تصميمها رسميًا لتحمل مدفع بقطر 120 مم ، مبدئيًا في النموذج التجريبي تي43 )  خدمت في جيش الولايات المتحدة وفيلق مشاة البحرية الأمريكي خلال الحرب الباردة . آخر دبابة تم سحبها من الخدمة في عام 1974. كانت أم 103 هي آخر دبابة ثقيلة يستخدمها الجيش الأمريكي مع تطور مفهوم دبابة القتال الرئيسية، مما جعل الدبابات الثقيلة عتيقة الطراز. 

## التصميم والتطوير
في ديسمبر 1950، قام الجيش الأمريكي بوضع مخططات لتصميم مرجعي للدبابات الثقيلة. في يناير 1951، منح الجيش شركة كرايسلر عقدًا بقيمة 99 مليون دولار لإنتاج الدبابة.  كلفت كرايسلر روبرت تي كيلر، نجل رئيس مجلس إدارة كرايسلر كيه تي كيلر، بالإشراف على تصميم الدبابة وبناء مصنع نيوارك الذي سيُستخدم لإنتاجها. 
تم الانتهاء من أول نموذج تجريبي تي43 في نوفمبر 1951 في مصنع كرايسلر الذي تم بناؤه حديثًا في نيوارك بولاية ديلاوير. وقال المسؤولون إن الدبابة «ستضرب أي آلة قتال برية». 
مثل دبابة كونكيرور البريطانية المعاصرة، تم تصميم أم 103 لمواجهة الدبابات السوفيتية الثقيلة، مثل سلسلة دبابات يوسف ستالن اللاحقة أو تي-10 في حالة اندلاع صراع مع السوفييت. لها طويلة المدى 120  تم تصميم مدفع الدبابة لضرب دبابات العدو على أقصى مسافات ممكنة. 
| جانب                | سماكة                                 | زاوية إلى العمودي |
| ------------------- | ------------------------------------- | ----------------- |
| بدن الجبهة، العلوي  | 5 بوصات (127 مم)                      | 60 درجة           |
| بدن الجبهة، أقل     | 4.5 بوصة (114 مم)                     | 50 درجة           |
| الجانب هال، العلوي  | يساوي 2 بوصة (51 مم)                  | 40 درجة           |
| الجانب هال، أقل     | يساوي 1.75 بوصة (44 مم)               | 30 درجة           |
| بدن أعلى            | 1 بوصة (25 مم)                        | 90 درجة           |
| الطابق هال، الجبهة  | 1.5 بوصة (38 مم)                      | 90 درجة           |
| الطابق هال، الخلفية | 1.25 بوصة (32 مم)                     | 90 درجة           |
| برج mantlet         | 10 إلى 4 بوصات (254) مم إلى 102 مم)   | 0 إلى 45 درجة     |
| برج توريت           | 5 بوصات (127 مم)                      | 50 درجة           |
| الجانب برج          | 5.38 إلى 2.78 بوصة (137 مم إلى 70 مم) | 20 إلى 40 درجة    |
| برج خلفي            | 2 بوصة (51 مم)                        | 40 درجة           |
| برج الأعلى          | 1.5 بوصة (38 مم)                      | 85 إلى 90 درجة    |

1. ↑  Hunnicutt (1988), p. 134
2. ↑  Abel، Elie (19 يناير 1951). "Chrysler to Build a New Super-tank". The New York Times. مؤرشف من الأصل في 2018-08-26. اطلع عليه بتاريخ 2018-08-25.
3. ↑  Palmer، C.B. (27 أبريل 1951). "Fifty-Ton Monsters With a Mighty Punch". The New York Times. مؤرشف من الأصل في 2018-08-24. اطلع عليه بتاريخ 2018-08-24.
4. ↑  "Super-Tank--It Will 'Outslug Anything'-- Built 10 Months After Plant Was Started". The New York Times. 19 ديسمبر 1951. مؤرشف من الأصل في 2018-08-24. اطلع عليه بتاريخ 2018-08-24.
5. ↑  Hunnicutt، R.P. (1988). Firepower. Presidio. ص. 205.

- Hunnicutt ، RP Firepower: A History of American Heavy Tank . 1988؛ بريسيديو برس. (ردمك 0-89141-304-9) ISBN   0-89141-304-9 .
- Hunnicutt، RP Patton: A History of the American Main Battle Tank . 1984؛ بريسيديو برس. (ردمك 0-89141-230-1) ISBN   0-89141-230-1 .